# Julio Dormal
Jules Dormal Godet, conhecido em espanhol como Julio Dormal (Lieja, 1846 - Buenos Aires, 1924) foi um arquiteto belga de destacada atuação na Argentina.
Estudou arquitetura na Escola Especial de Arquitetura de Paris e em 1870 estava na Argentina, ano em que abriu um escritório de arquitetura em Buenos Aires. Trabalhou na finalização de edifícios emblemáticos da cidade, como o Teatro Colón e o Palácio do Congresso Argentino. Em ambos casos assumiu a direção das obras após a morte do arquiteto Víctor Meano.
Em Buenos Aires, foi o responsável pelo primeiro projeto do Parque Três de Fevereiro (comummente conhecido como Bosques de Palermo) em 1875. Também desenhou  o Palácio Ortiz Basualdo (demolido), o Teatro Opera (hoje totalmente modificado), o bairro Parque Chas, alguns pavilhões do Zoológico de Buenos Aires e outros. Em La Plata, projetou a Casa de Governo da Província de Buenos Aires. Ainda na capital argentina, construiu o Palácio Pereda, seguindo o projeto do primeiro arquiteto da obra, o francês Louis Martin.
Na Catedral de Buenos Aires, desenhou o mausoléu do General José de San Martín.